# دلخان
دلخان، یک روستای زیبا از توابع بخش همایجان شهرستان سپیدان در استان فارس ایران است. که مقصد خوبی برای گردشگران محیط زیست و بوم گردان می باشد.

## جمعیت
این روستا در دهستان شش پیر قرار دارد و براساس سرشماری مرکز آمار ایران در سال ۱۳۸۵، جمعیت آن ۱٬۲۳۱ نفر (۲۳۳خانوار) بوده‌است.

## منابع

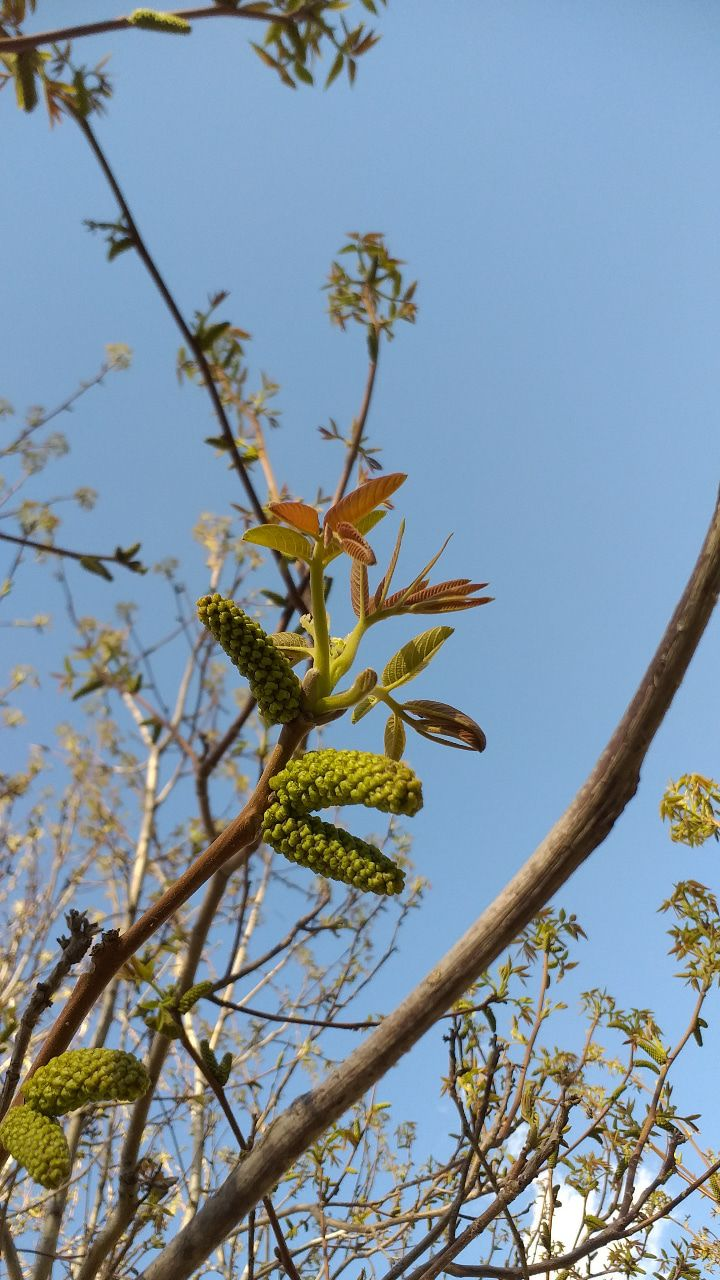
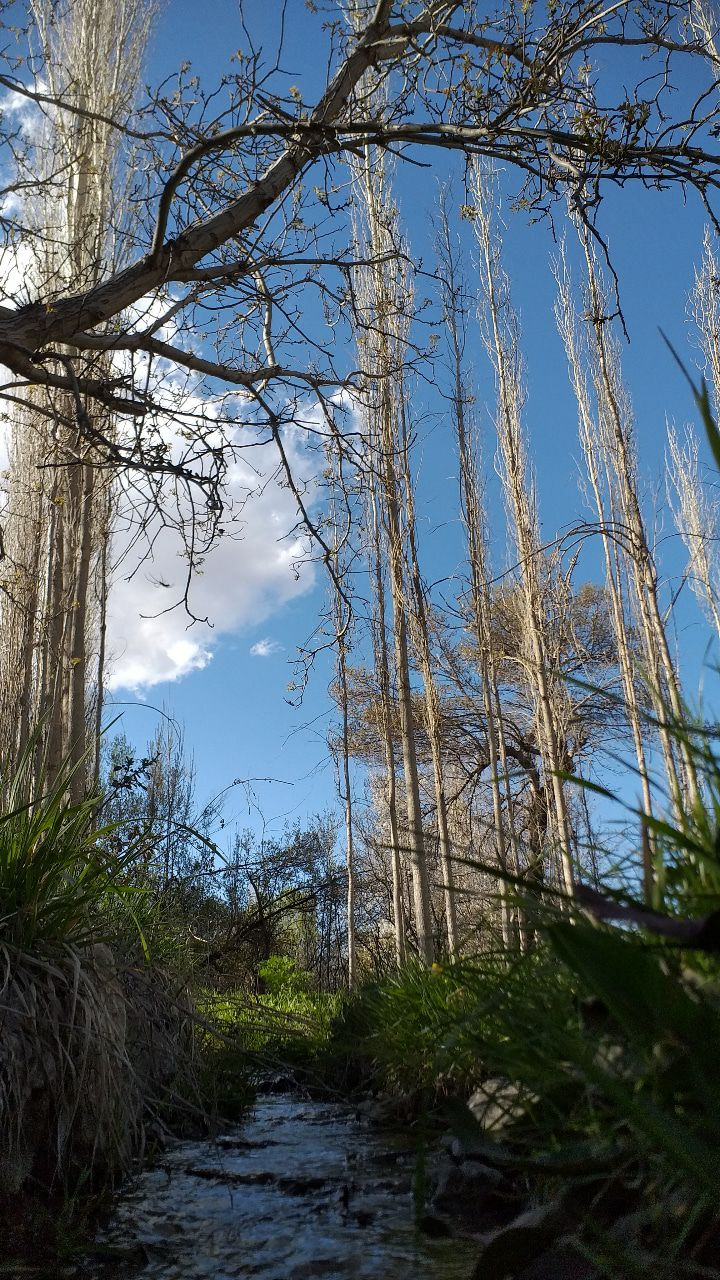
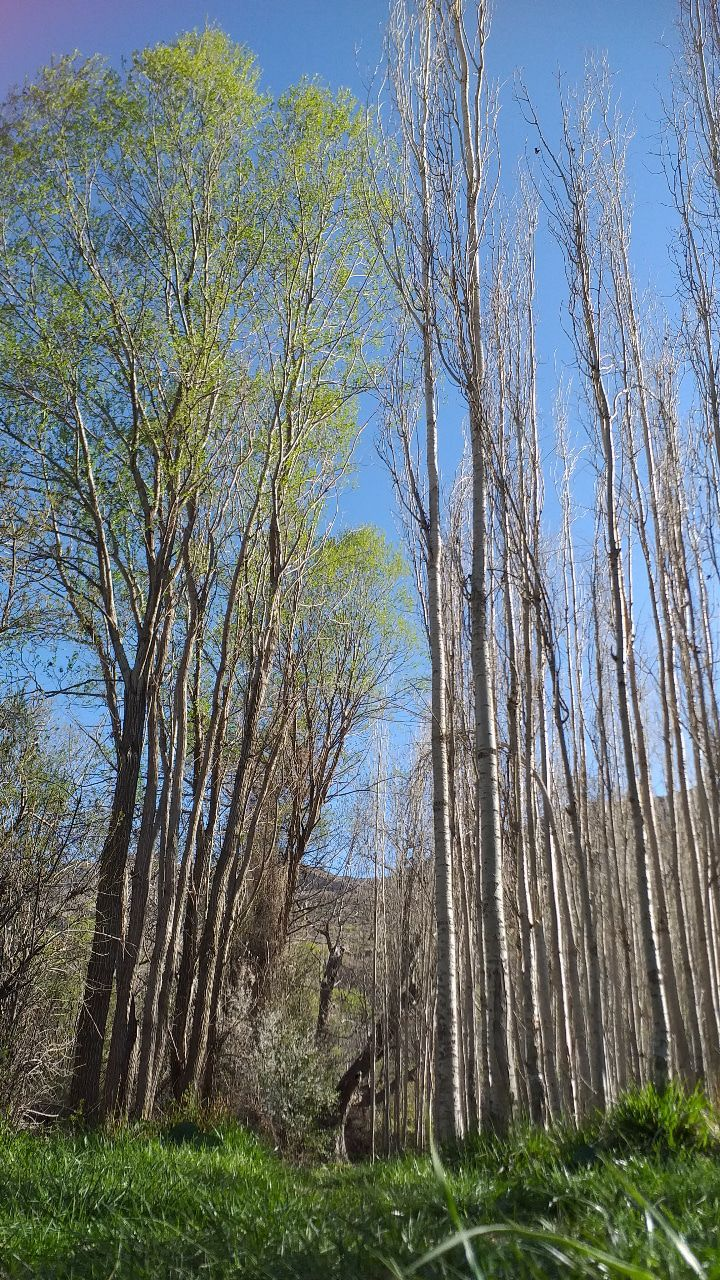
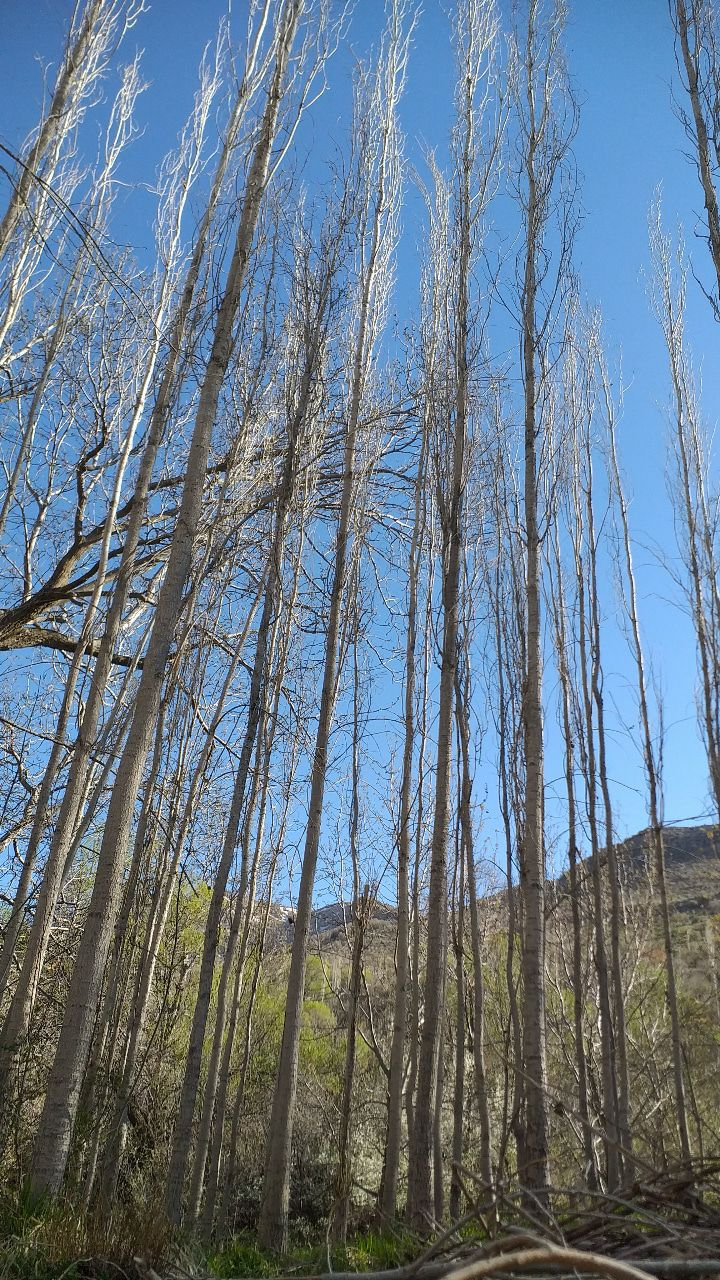
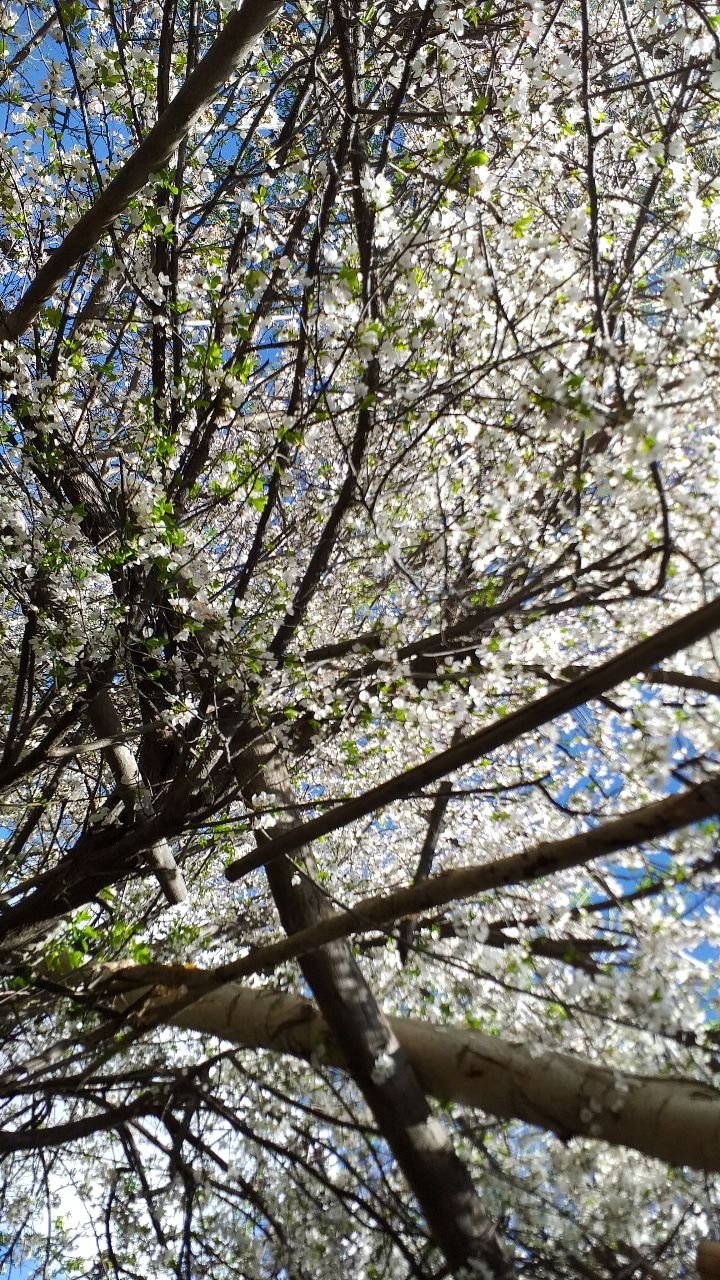
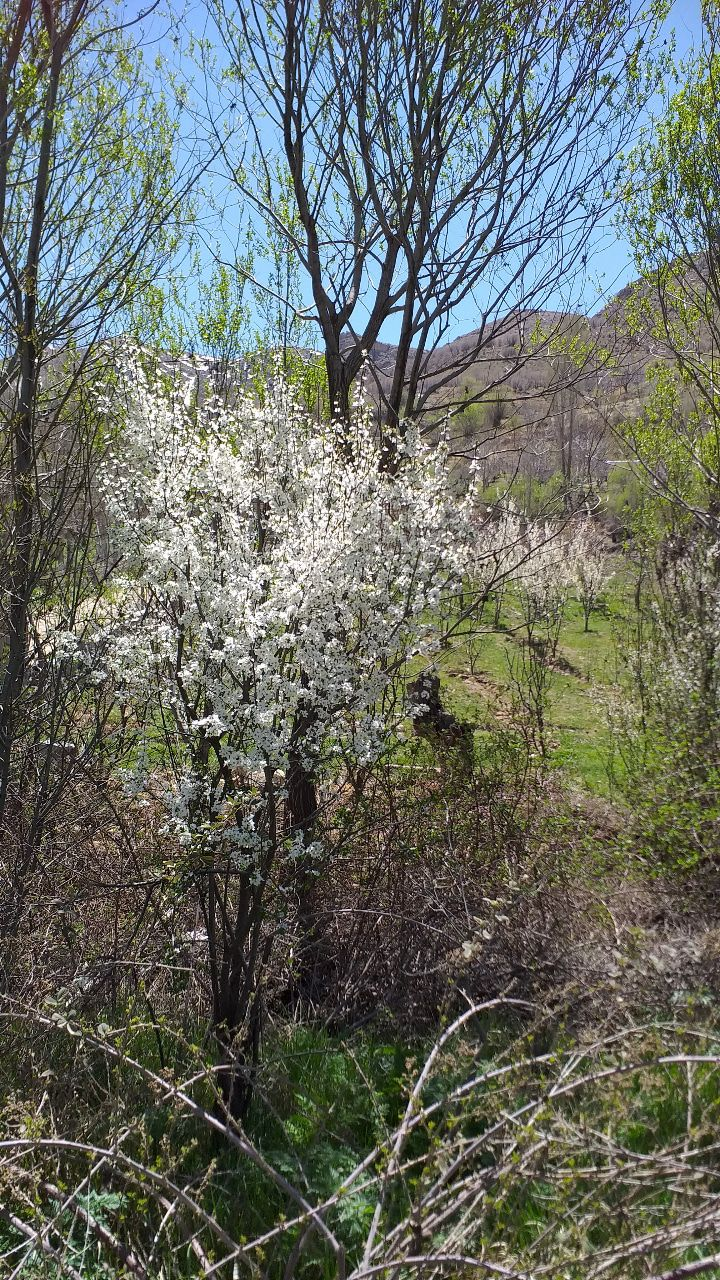
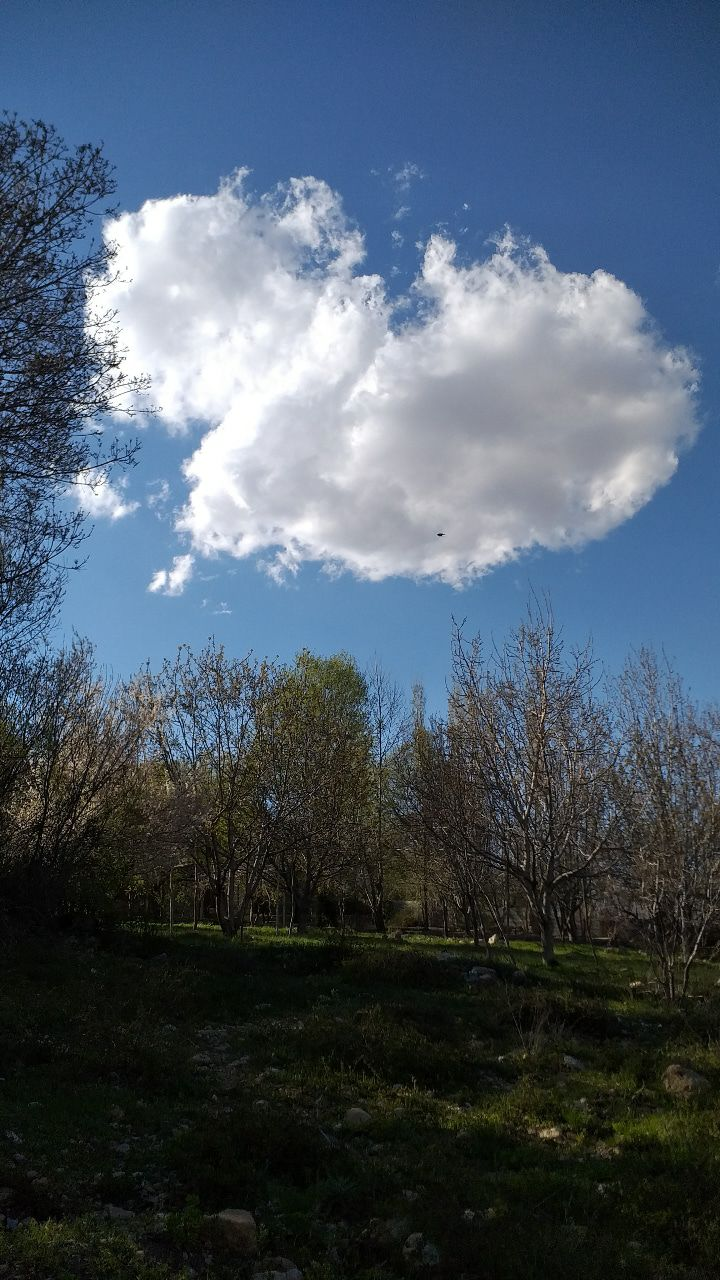
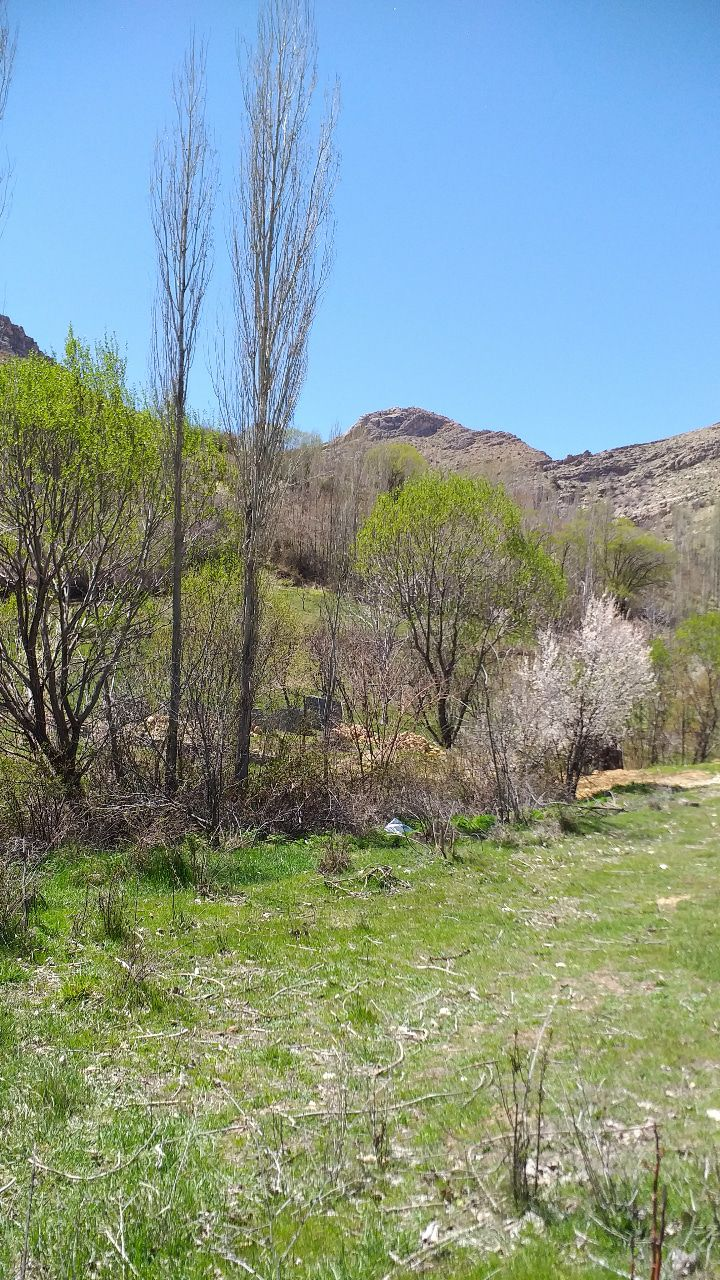
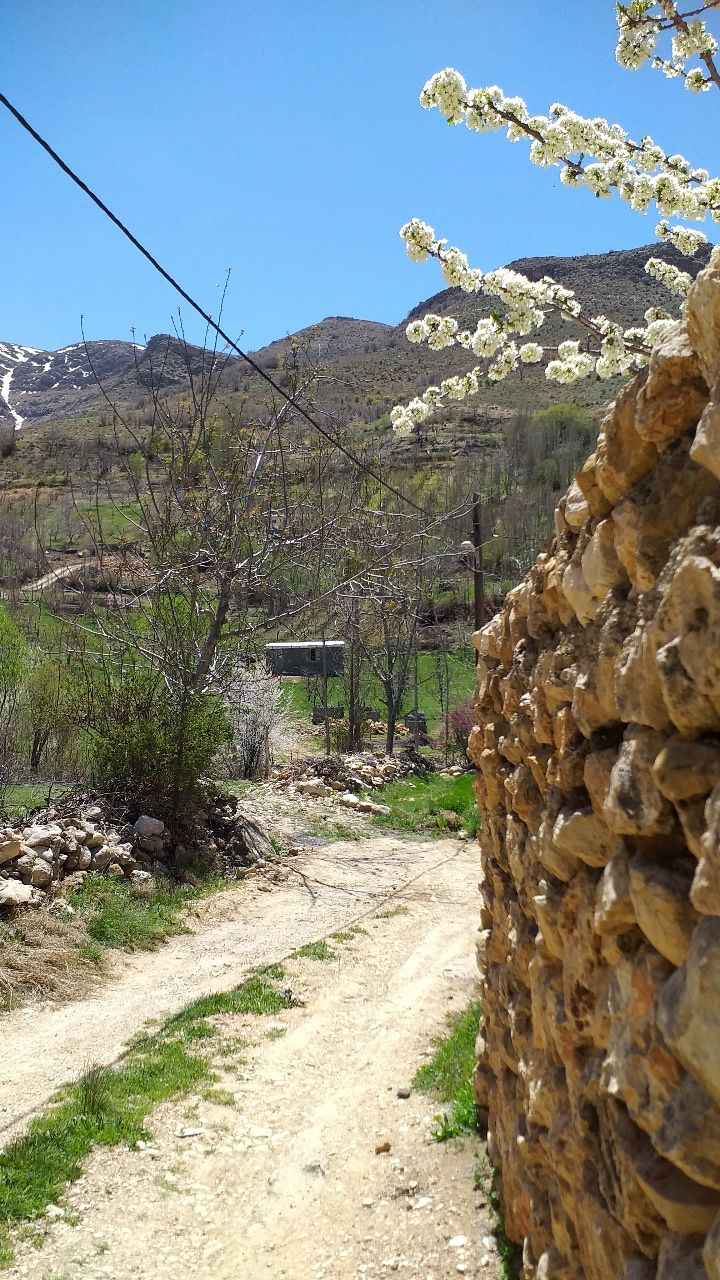
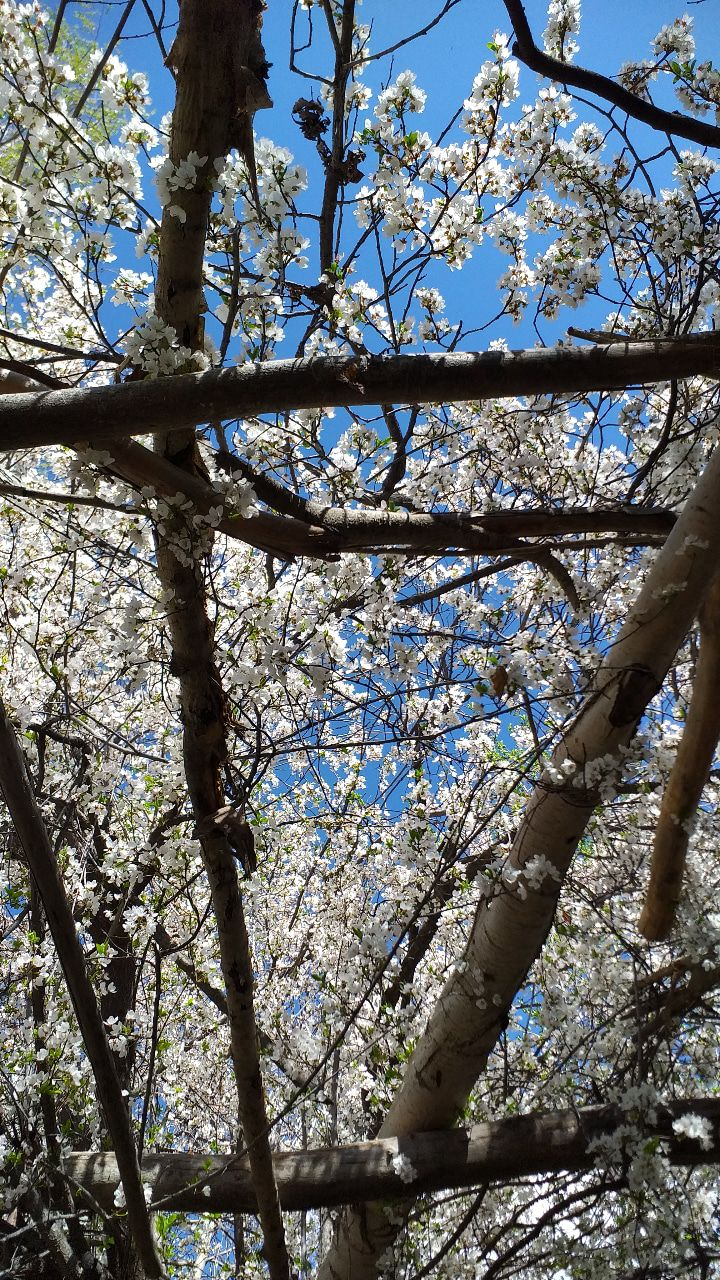
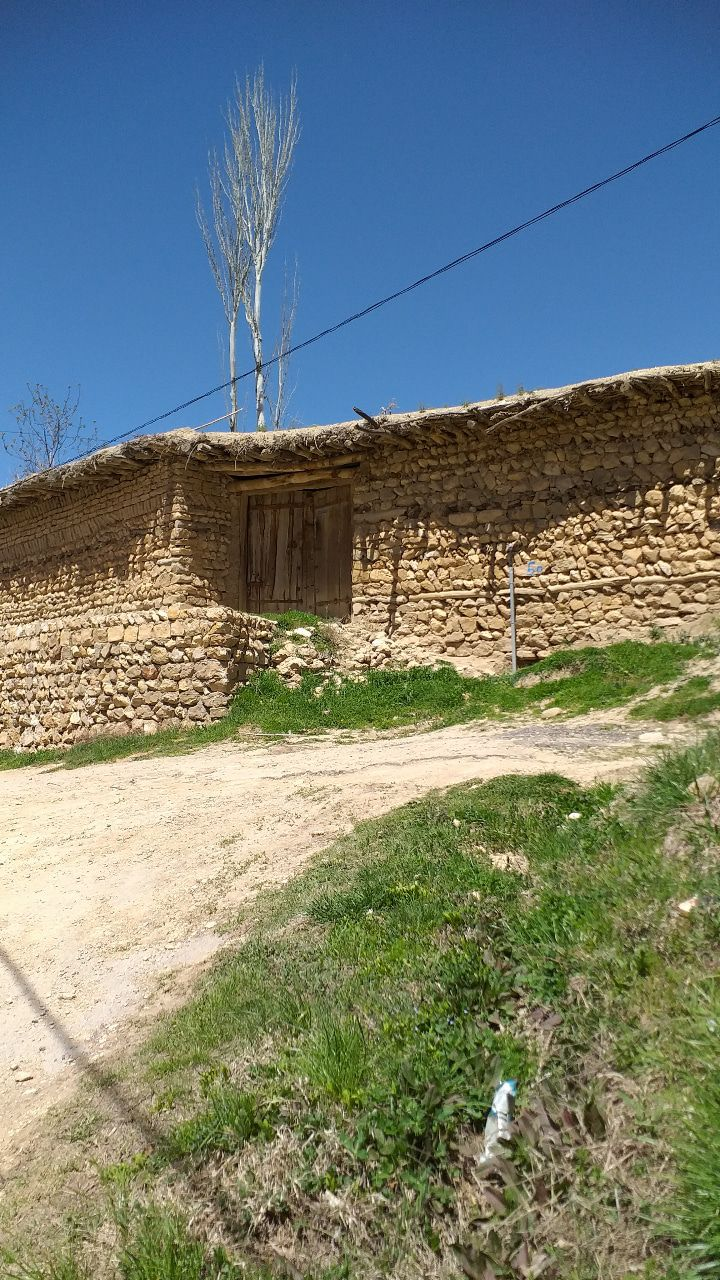
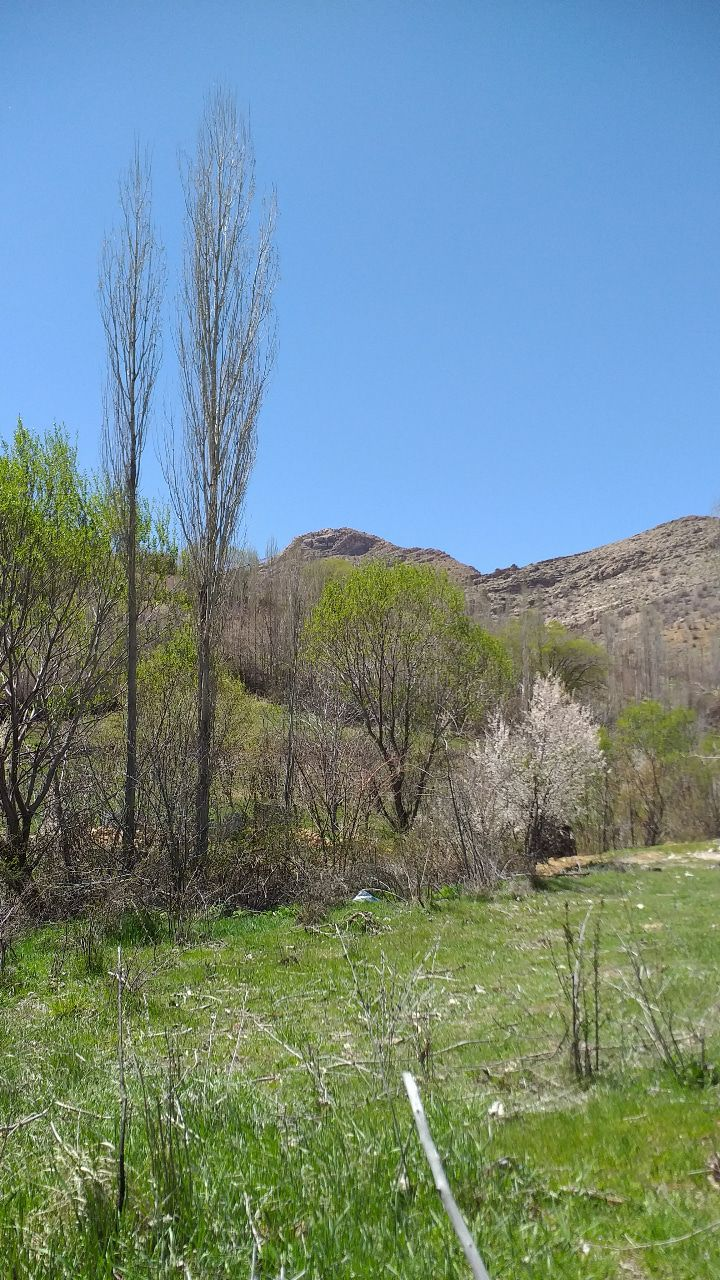
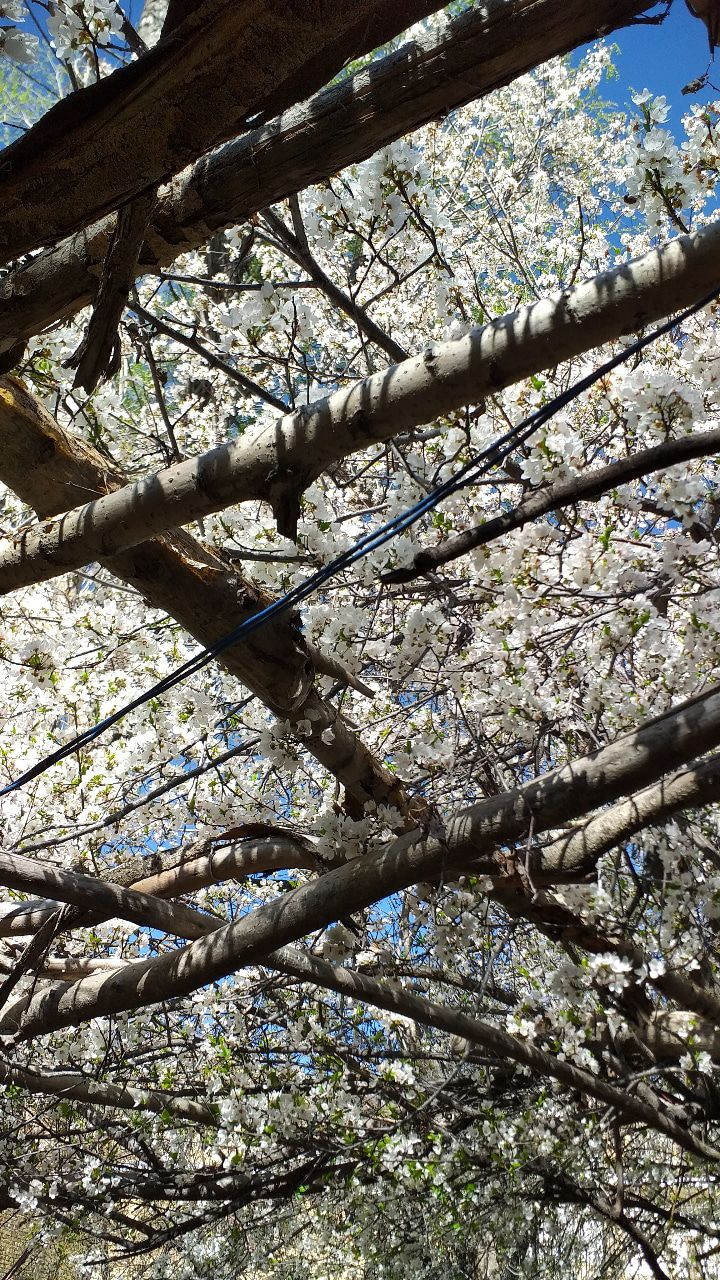
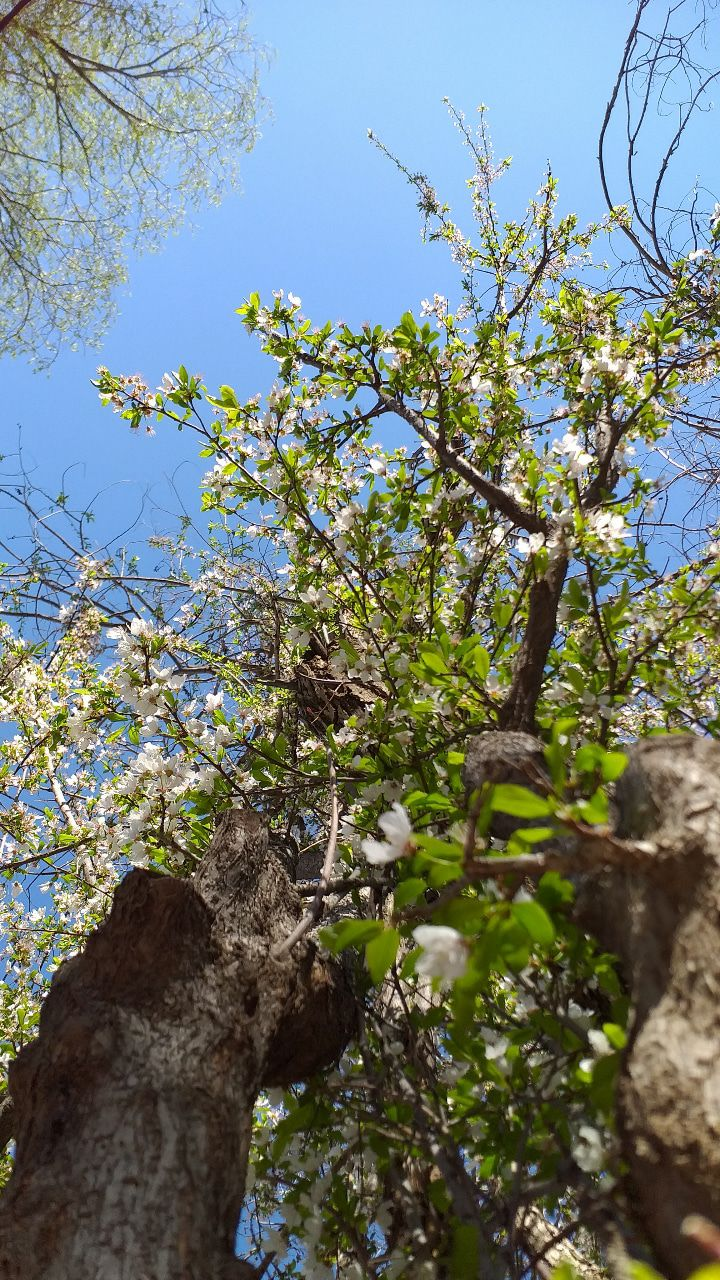
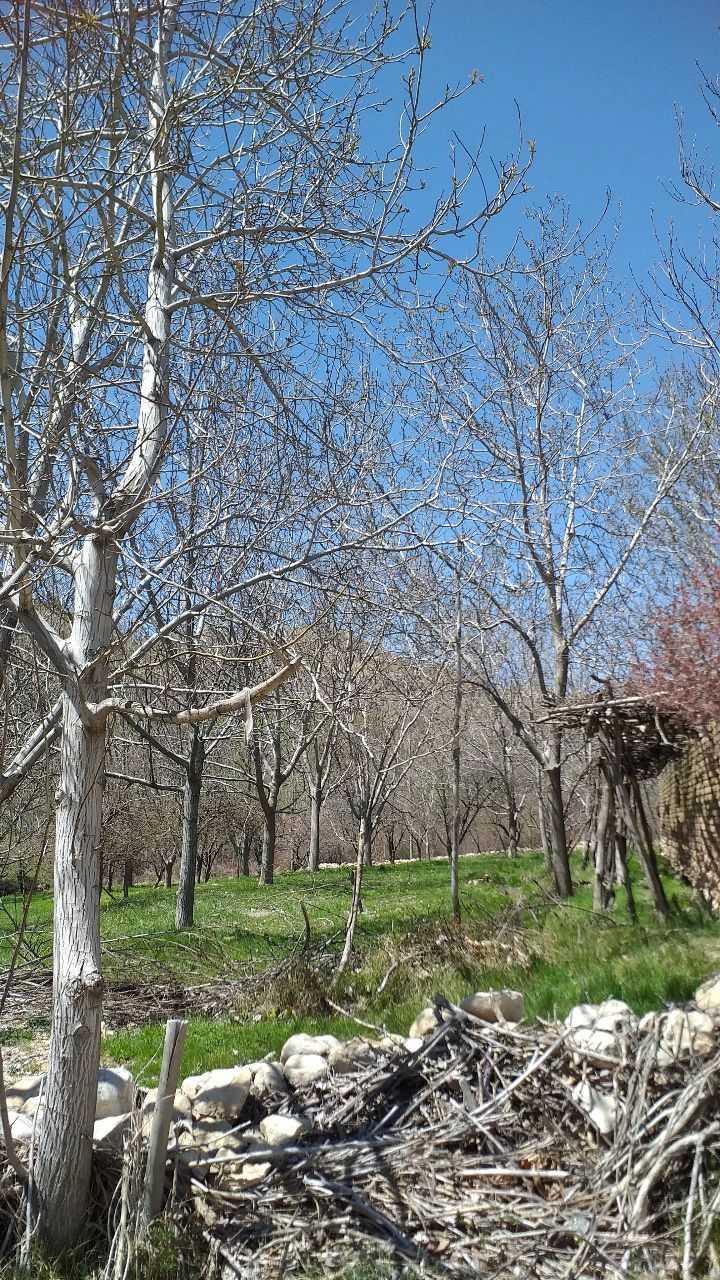
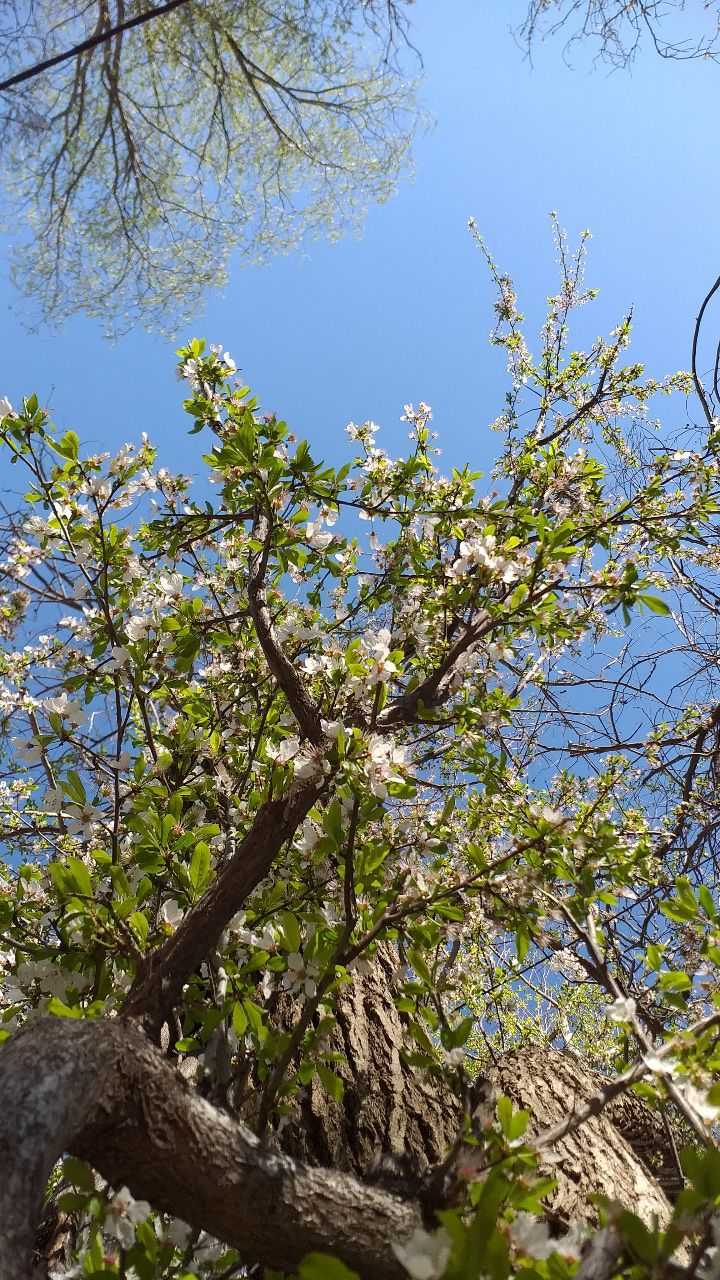
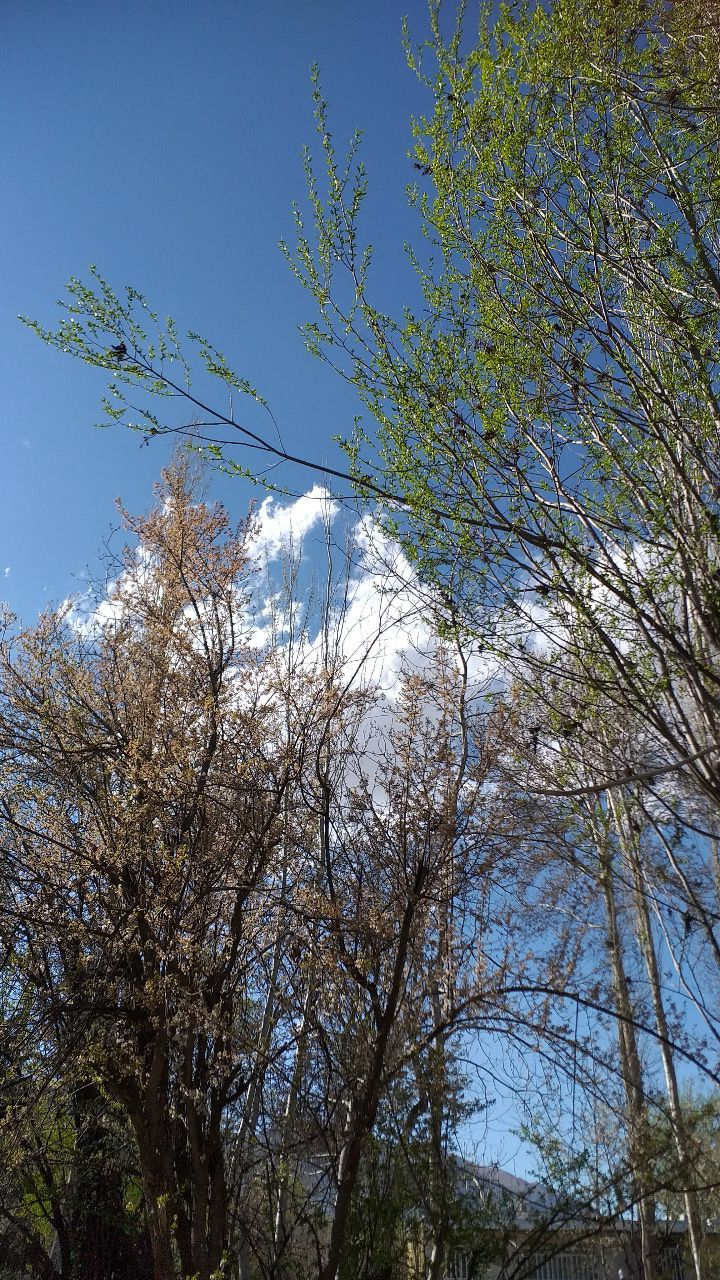